# Bitwa w labiryncie
Bitwa w labiryncie (ang. The Battle of the Labyrinth) – czwarta książka z pięciotomowego cyklu Percy Jackson i bogowie olimpijscy autorstwa amerykańskiego pisarza Ricka Riordana.
Obozowicze z Obozu Herosów znajdują tajemnicze przejście do wielkiego Labiryntu stworzonego przed wiekami przez Dedala. Percy Jackson dowiaduje się, że Luke Castellan postara się poprowadzić przez niego armię tytanów, którzy po wiekach powstali i chcą na nowo przejąć władzę na wszelkim stworzeniem. Percy, Annabeth,Tyson oraz Grover wchodzą do Labiryntu odkrywając przy okazji wiele tajemnic. W środku znajdzie się bardzo wiele potworów do zabicia.